# Такахасі Саданіро
Саданіро Такахасі (яп. 高橋貞洋, нар. 7 січня 1959, Префектура Сайтама) — японський футболіст, що грав на позиції нападника.
Виступав за клуб «Фудзіта», а також молодіжну збірну Японії.

## Клубна кар'єра
У дорослому футболі дебютував 1982 року виступами за команду клубу «Фудзіта», кольори якої і захищав протягом усієї своєї кар'єри гравця, що тривала сім років. 

## Виступи за збірну
1979 року залучався до складу молодіжної збірної Японії.  У її складі був учасником молодіжного чемпіонату світу 1979 року.